# Đồng Sơn, Quảng Trị
Đồng Sơn là một phường thuộc tỉnh Quảng Trị, Việt Nam.
Phường Đồng Sơn có diện tích 19,55 km², dân số năm 2019 là 9.309 người, mật độ dân số đạt 476 người/km².

## Lịch sử
Ngày 16 tháng 6 năm 2025, Ủy ban Thường vụ Quốc hội ban hành Nghị quyết số 1680/NQ-UBTVQH15 về việc sắp xếp các đơn vị hành chính cấp xã của tỉnh Quảng Trị năm 2025. Theo đó, sắp xếp toàn bộ diện tích tự nhiên, quy mô dân số của phường Bắc Nghĩa, phường Đồng Sơn, xã Nghĩa Ninh, xã Thuận Đức thành phường mới có tên gọi là phường Đồng Sơn.